# Williams FW11
La Williams FW11 è una monoposto di Formula 1, che vinse il mondiale costruttori nel 1986, per la Scuderia Williams F1.
Quest'auto si dimostrò decisamente superiore alle concorrenti, sebbene la squadra riuscì a mancare clamorosamente la conquista del titolo piloti che mancava alla squadra inglese dal 1982, quando a vincerlo fu Keke Rosberg.
Grazie alla superiorità della macchina e della coppia di piloti alla guida non ci fu nessun problema nella conquista del titolo Costruttori e per questo il fondatore della scuderia, Frank Williams, disse di essere contento ugualmente, in quanto secondo lui è più importante il primo posto tra i costruttori che quello tra i piloti.

## La nuova Williams
Rispetto al modello che l'aveva preceduta, la FW11 era completamente nuova.
Nell'85 la Williams FW10, conservava la stessa impostazione della Williams FW09 del 1984, in quanto quest'ultima nelle poche gare che terminò, dimostrò di possedere un livello di competitività buono, ma denunciava gravi casi di inaffidabilità.
Ciò era dovuto, in modo particolare, al nuovo motore Honda che esordì tre anni prima sulle auto inglesi, e che ancora non era in grado di terminare le gare poiché si rompeva.
Questi tre anni servirono alla squadra, per mettere a punto la nuova tecnologia turbo dei propulsori nipponici, i quali nell'86 erano gli unici concessi dal regolamento (i motori aspirati non potevano essere utilizzati).
Dopo tre anni ormai, la Honda raggiunse un ottimo compromesso tra durata e prestazioni, e gli ingegneri della Williams decisero di indirizzare tutto il lavoro verso qualcosa che badasse più alla sostanza che alla personalità del mezzo.
Infatti progettarono un'auto decisamente più convenzionale rispetto alle due che l'hanno preceduta, senza cercare le performance ad ogni costo.
Questa scelta risultò essere vincente, infatti i ritiri delle Williams durante i gran premi, diminuirono in maniera vistosa.
Tuttavia di tanto in tanto, qualche componente ancora si rompeva, non tanto perché non fosse ben dimensionato, quanto perché la squadra disponeva di due piloti molto sanguigni, ossia il britannico Nigel Mansell e il nuovo arrivato, nonché due volte campione del Mondo Nelson Piquet (che vincerà l'anno dopo il terzo titolo proprio con la Williams). 
La FW11 aveva un'impostazione aerodinamica molto semplice, il che la rendeva molto funzionale.
Rispetto alle Williams precedenti aveva delle linee meno tese, e molto più morbide e bombate, e ciò le permise di "tagliare" meglio l'aria, che ora si scontrava in modo meno brusco contro la carrozzeria, e veniva modellata dalla stessa.
Questo ovviamente garantiva delle velocità particolarmente elevate, e soprattutto l'auto incontrava minor resistenza in accelerazione.
Come da regolamento, il motore aveva una cilindrata di 1500 cm³, ed era sovralimentato da due turbocompressori.
Come tutti i propulsori di questo genere, adottati in Formula 1, era un motore V6, che diede prova di grande potenza, affidabilità e soprattutto rispetto al passato, era decisamente più elastico.
Infatti oltre al fatto di essere fragile, il vecchio problema di questo motore, era la sua incapacità di erogare la potenza in modo omogeneo, poiché soffriva di problemi di turbo-lag, e a volte anche a elevati regimi di rotazione, aveva dei "buchi" di funzionamento, e non offriva elevate spinte.
Tutti questi problemi vennero eliminati in occasione del campionato '86, e infatti la Williams vinse più gare di tutti.

## Stagione
Nella gara inaugurale in Brasile Mansell ottenne il secondo posto in griglia di partenza, seguito da Piquet: le due Williams monopolizzarono la gara e l'unico che riuscì a tenergli testa fu Ayrton Senna con la Lotus che partì in pole position.
Nemmeno lui poté tuttavia fare più di tanto e solo a causa di una collisione di Mansell, che costrinse l'inglese al ritiro, poté chiudere al secondo posto invece che al terzo. Piquet ottenne invece la vittoria. Nella seconda gara in Spagna fu Piquet a ritirarsi a causa di un surriscaldamento, mentre il compagno lottò fino all'ultimo giro con Senna, ma dovette accontentarsi della seconda posizione.
Nel gran premio seguente arrivò la prima vittoria di Alain Prost, che guidava la McLaren, la quale utilizzava una vettura di due anni prima profondamente evoluta. Per questo motivo molti pensarono che la McLaren non avrebbe potuto competere con la Williams, in quanto usava un'auto datata. Invece dopo quella vittoria Prost si aggiudicò altri tre gran premi e soprattutto si ritirò, nell'arco dell'intero campionato, solo tre volte.
Grazie alla sua vettura, obsoleta rispetto alle Williams, ma collaudata e più affidabile, riuscì a terminare più gare degli avversari e anche se vinse meno ottenne molti punti, grazie anche al fatto che a differenza di Mansell e Piquet, non strapazzava l'auto pur di vincere a tutti i costi, ma preferiva prendere qualche punto in meno anziché ritirarsi. Per ciò che riguarda le pole positon, la Williams riuscì ad ottenerne due con Mansell e due con Piquet, in quanto fu impossibile in qualifica, tenere il passo di Senna e della Lotus, che insieme se ne aggiudicarono 8 su 16. In gara invece la Williams vinse più di tutti, ossia 9 gare su 16, grazie ai 5 successi di Mansell (pilota più vincente quell'anno), e i 4 di Piquet.
Come detto però non bastarono per vincere sulla costanza di Prost. Infatti la classifica prima dell'ultima gara in Australia era la seguente: primo Mansell con 70 punti, seguito da Piquet a quota 63, ex aequo con Prost. Tutti gli altri piloti non avevano punti sufficienti per sfidare la suddetta triade. I favori del pronostico, erano per la Williams, in quanto Prost per diventare campione del Mondo, doveva arrivare davanti a Piquet, e Mansell non avrebbe dovuto prendere punti.
Vista la superiorità delle Williams, nessuno pensava che Prost avrebbe potuto vincere il Gran Premio, invece Mansell si ritirò a causa dello scoppio di uno pneumatico, e Prost trionfò davanti a Piquet, beffando sia l'inglese che il brasiliano, il quale avrebbe potuto approfittare dell'uscita di scena del compagno, ma non riuscì a superare il francese.
Ci sarebbe poi da segnalare una nota curiosa. Il computer di bordo della vettura di Prost segnalava al pilota che nel serbatoio non c'era carburante a sufficienza per terminare la gara, ma il francese non perse la calma e pensò che si fosse guastato. Al termine del gran premio i tecnici della McLaren riscontrarono che il dispositivo era effettivamente rotto, perciò da allora il transalpino venne rinominato il professore. Comunque sia come detto in precedenza, la Williams vinse il mondiale costruttori con 141 punti contro i 96 della McLaren, grazie a alle 9 vittorie e ai 19 podi ottenuti dai suoi piloti, e ciò bastò per rendere felici i proprietari del team, Frank Williams e Patrick Head (il quale tra l'altro progettò la FW11).

## Statistiche
- campionati disputati: 1
- anno: 1986
- gran premi disputati: 16
- partenze: 16 (Nigel Mansell), 16 (Nelson Piquet)
- giri più veloci in gara: 11 (record del 1986), 7 (Nelson Piquet), 4 (Nigel Mansell)
- pole position: 4, 2 (Nigel Mansell), 2 (Nelson Piquet)
- vittorie: 9 (record del 1986), 5 (Nigel Mansell), 4 (Nelson Piquet)
- podi: 19 (record del 1986), 10 (Nelson Piquet), 9 (Nigel Mansell)
- piazzamenti a punti: 23, 12 (Nigel Mansell), 11 (Nelson Piquet)
- punti: 141 (record del 1986), 70 (Nigel Mansell), 69 (Nelson Piquet) N.B.Mansell ottenne 72 punti, ma il regolamento consentiva ai piloti di sommare solo gli 11 risultati migliori, tuttavia per la classifica costruttori venivano sommati tutti i punti effettivamente ottenuti dai piloti.
- piazzamento in campionato: 1°
- titoli: campione del Mondo costruttori di Formula Uno 1986

## Piloti
- Nigel Mansell -  Regno Unito - nº5
- Nelson Piquet -  Brasile - nº6

## Scheda tecnica Williams FW11
Motore
- Honda RA 166E biturbo 1500 cm³, posteriore centrale longitudinale
- 6 cilindri a V di 60°
- distribuzione bialbero a camme in testa per fila di cilindri
- 24 valvole
- 4 valvole per cilindro, 2 di aspirazione, 2 di scarico
- raffreddato ad acqua
- lubrificazione a carter secco
- potenza massima in gara circa 800 CV a 12000 giri/minuto, in qualifica oltre 1000 CV

Trasmissione
- trazione posteriore
- frizione multidisco
- cambio Hewland meccanico manuale, a 6 marce+retromarcia

Autotelaio
- monoscocca in materiali compositi
- sospensione anteriore a ruote indipendenti, quadrilateri deformabili, comando molleggio a puntone o "push-rod"
- sospensione posteriore a ruote indipendenti, quadrilateri deformabili, comando molleggio a puntone o "push-rod"
- 4 freni a disco Hitco/Lockheed in carbonio
- sterzo a cremagliera
- serbatoio carburante 195 litri
- pneumatici anteriori Good Year 25.10-13"
- pneumatici posteriori Good Year 26.15-13"

Dimensioni e peso
- passo 2794 mm
- carreggiata anteriore 1803 mm
- carreggiata posteriore 1651 mm
- peso 540 kg